# Simris kyrka
Simris kyrka är en kyrkobyggnad i byn Simris. Den är församlingskyrka för Simrishamns församling i Lunds stift.

## Kyrkobyggnaden
Kyrkan härstammar från 1100-talet och var då en traditionell romansk absidkyrka med ett mycket brett torn. År 1905 gjordes en omfattande ombyggnad då långhuset blev både bredare och högre. Samtidigt murades den speciella sydportalen in på sin ursprungliga och nuvarande plats.
I koret finns kalkmålningar från 1400-talet, och i tornet finns välbevarade rester av en empor.

## Runstenar
I prästgårdens trädgård vid en av kyrkans ingångar står två runstenar: DR344 och DR345. Dessa var tidigare inmurade i kyrkogårdens mur.

## Inventarier
- Dopfunten är jämngammal med kyrkan och tillskrivs Trydemästaren.
- Predikstolen kommer från tidigt 1600-tal.
- Altaruppsatsen är utförd 1742 av Ystadsmästaren Matthias Stenberg och har motivet nattvardens instiftande.

### Orgel
- 1905 byggde Eskil Lundén, Göteborg en orgel med 12 stämmor.
- Den nuvarande orgeln byggdes 1970 av A. Mårtenssons Orgelfabrik AB, Lund och är en mekanisk orgel. Fasaden är från 1905 års orgel.

| Huvudverk I         | Svällverk II      | Pedal         | Koppel |
| Gedackt 8´          | Rörflöjt 8´       | Subbas 16´    | I/P    |
| Principal 4'        | Täckflöjt 4'      | Principal 8'  | II/P   |
| Kvintadena 4'       | Principal 2'      | Nachthorn 4'  | II/I   |
| Blockflöjt 2'       | Kvinta 1 1/3'     | Kvintadena 2' |        |
| Sesquialtera 2 chor | Scharff 2 chor    |               |        |
| Mixtur 4 chor       | Krumhorn 8'       |               |        |
|                     | Tremulant         |               |        |
|                     | Crescendosvällare |               |        |

## Bildgalleri

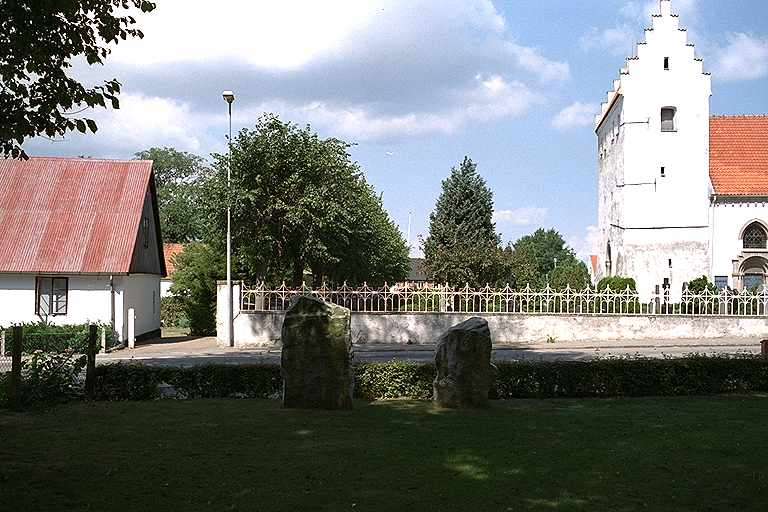
Exteriör
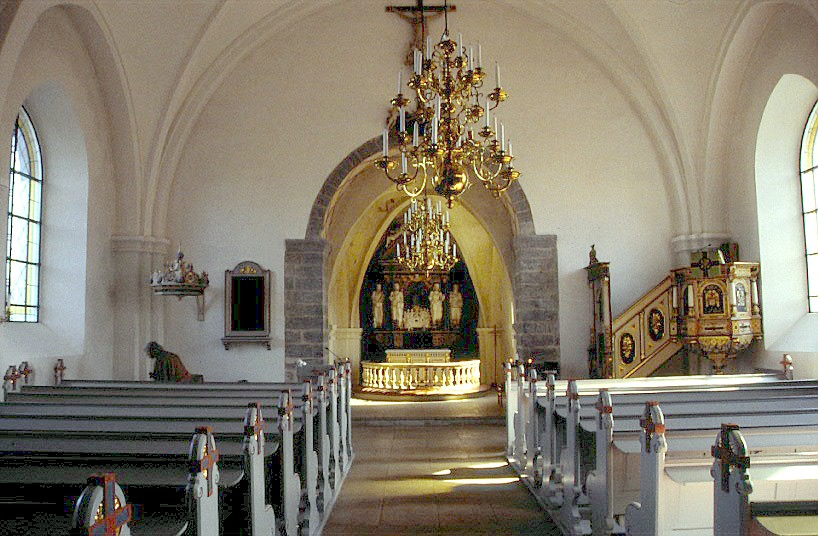
Kyrkorum
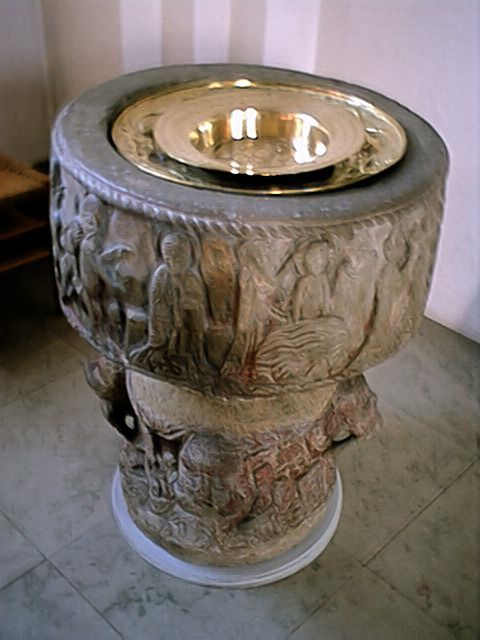
Dopfunten
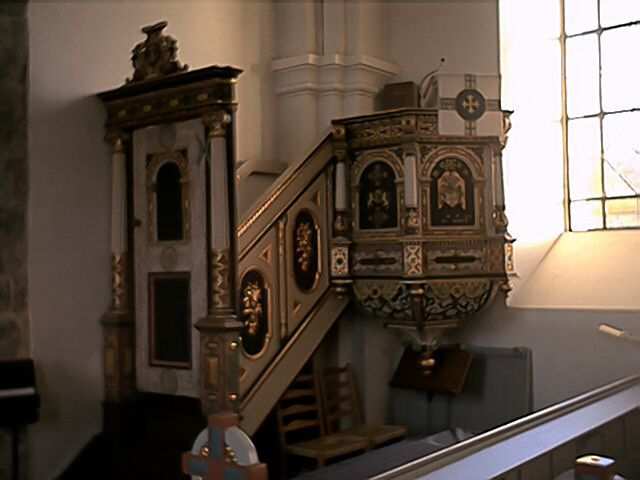
Predikstolen
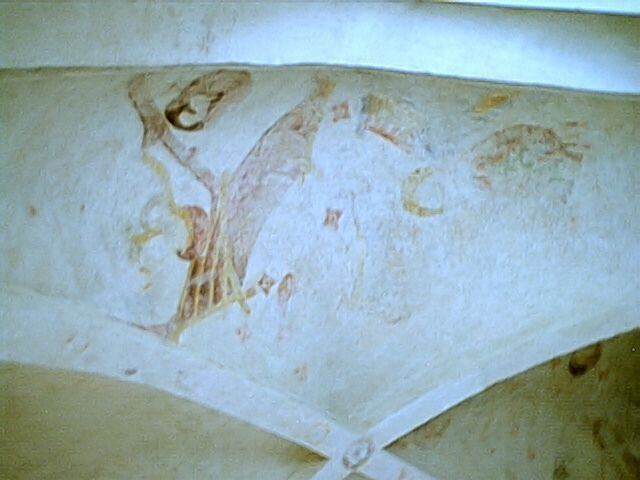
Kalkmålningar i koret
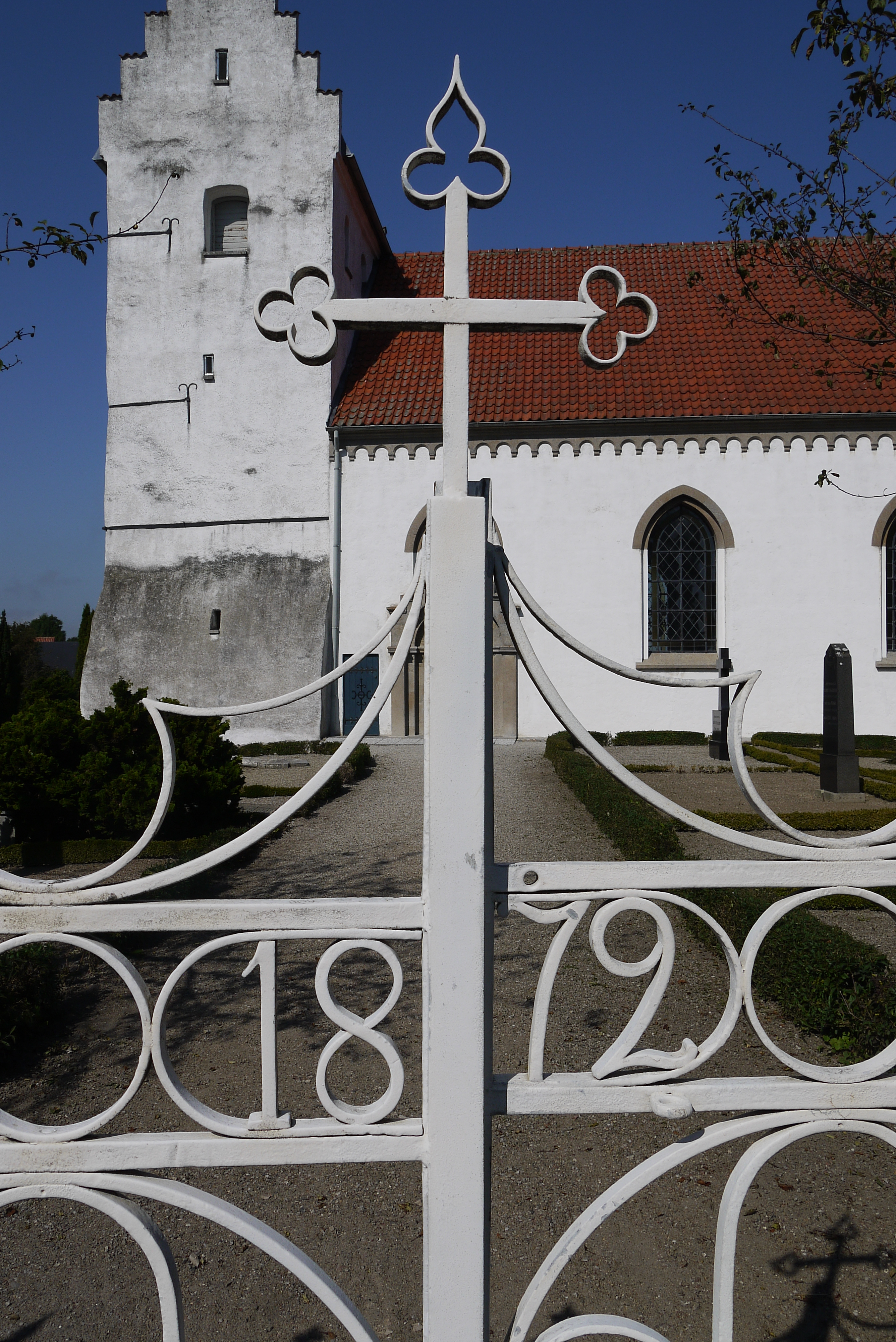
Grind och fasad
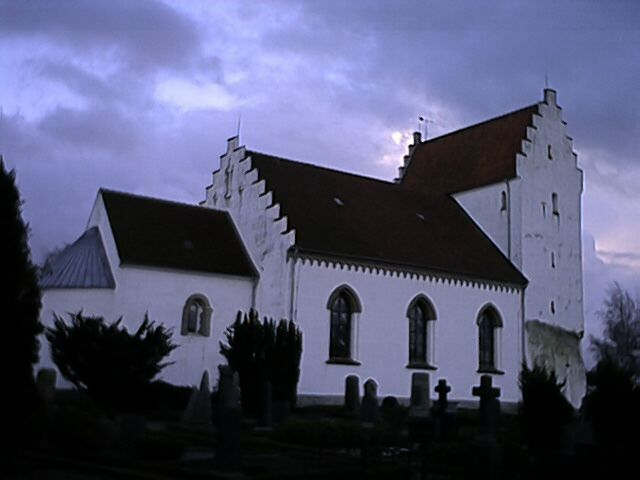
Kyrkan från nordost

### Webbkällor
- Åsbo Släkt- och Folklivsforskare